# Frontteatern
Frontteatern bildades 1943 av den finländske skådespelaren löjtnant Bjarne Commondt vid ett svenskspråkigt regemente på Aunusnäset. 
Frontteatern, som spelade i en barack, fick förstärkning av manliga skådespelare från andra truppförband, medan Svenska Teaterns elevskola bidrog med kvinnliga. På Frontteatern uppfördes både komedi, operett och revy till ackompanjemang av regementsorkestern, ledd av Einar Englund. Till programmet bidrog även mindre grupper från Svenska Teatern med Gerda Wrede i spetsen. Frontteatern besökte även andra truppförband och krigssjukhusen. Medverkande skådespelare var bland andra Leif Wager och Greta Brotherus.